# Sven Martin Skagestad
Sven Martin Skagestad (né le 13 janvier 1995 à Bergen) est un athlète norvégien, spécialiste du lancer du disque.
Il porte son record personnel à 65,20 m en 2016 à Wiesbaden.
Le 16 juillet 2017, il remporte le titre des Championnats d'Europe espoirs à Bydgoszcz avec 61,00 m.